# Waynesburg, Pennsylvania
Waynesburg är ett borough i Greene County i den amerikanska delstaten Pennsylvania med en yta av 2 km² och en folkmängd som uppgår till 4 184 invånare (2000). Waynesburg är huvudorten i Greene County.
Orten omnämns i Stephen Kings roman Liseys berättelse.

## Kända personer från Waynesburg
- Arthur I. Boreman, guvernör i West Virginia 1863-1869